# Srobotnik pri Velikih Laščah
Srobotnik pri Velikih Laščah – wieś w Słowenii, w gminie Velike Lašče. W 2018 roku liczyła 52 mieszkańców.